# Градац (Метлика)
Градац (словен. Gradac) је насељено место у општини Метлика, регија Југоисточна Словенија, Словенија.

## Историја
До територијалне реорганизације у Словенији био је у саставу старе општине Метлика.

## Становништво
У попису становништва из 2011. године, Градац је имао 410 становника.
| Број становника према пописима | Број становника према пописима | Број становника према пописима |
| ------------------------------ | ------------------------------ | ------------------------------ |
| 1991                           | 2002                           | 2011                           |
| 438                            | 419                            | 410                            |

Напомена: Године 2002. увећан за део насеља Подземељ.

## Галерија
- Барицинова кућа
- кућа Панце
- Мацелетова кућа
- млин под градом
- железничка станица
- дрвени мост
- маузолеј
- главни улаз у дворац
- поглед на дворац са реке Лахиње
- водопад